# Oncocnemis nigricula
Oncocnemis nigricula là một loài bướm đêm trong họ Noctuidae.